# 娑婆三聖

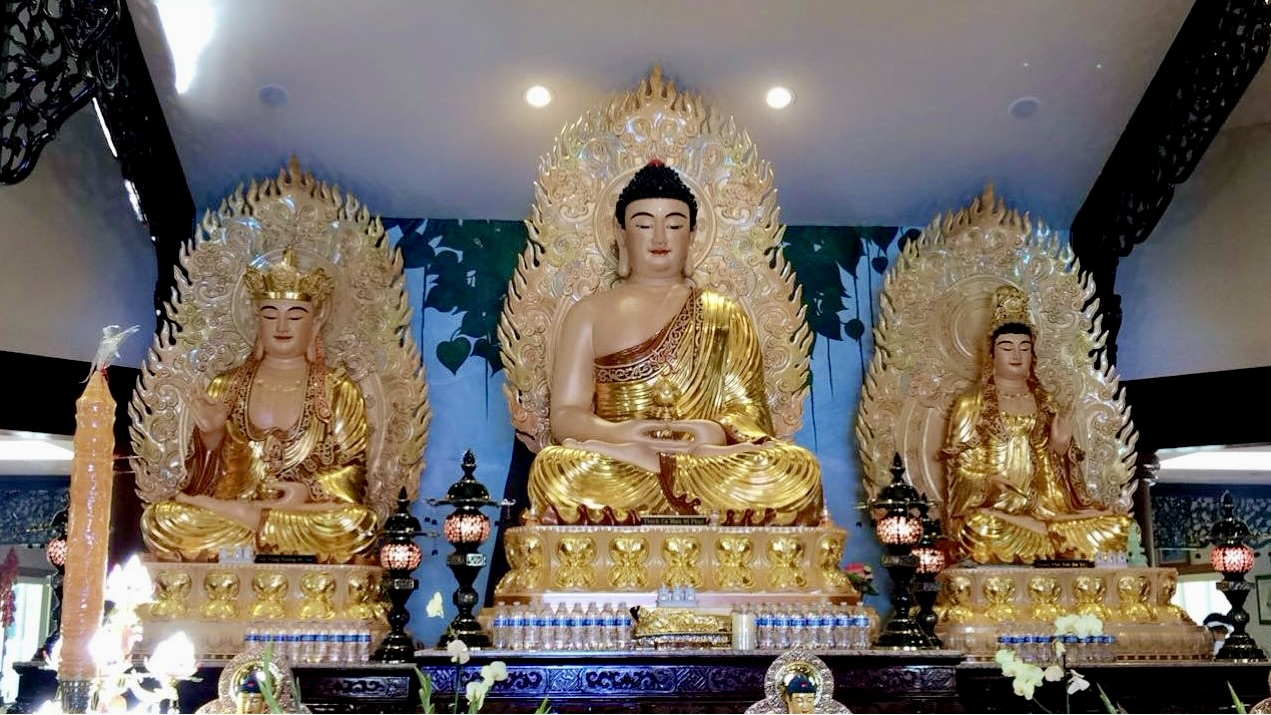
美国俄勒冈州一间佛寺供奉的娑婆三圣像

娑婆三聖，為佛教信仰中娑婆世界三尊主要的佛、菩薩，一般是指在娑婆世界教育、度化眾生的釋迦牟尼佛、觀世音菩薩、地藏王菩薩。

## 簡介
釋迦牟尼佛是娑婆世界教主，弟子聲聞無數；觀世音菩薩象徵「大悲」，可解救民眾現世的苦難，也是西方三聖之一，度化念佛者往生西方淨土；地藏菩薩象徵「大願」，是幽冥教主，曾經發願「地獄不空，誓不成佛」，度化一切六道眾生。
《地藏菩薩本願經》記載：「佛告觀世音菩薩，汝於娑婆世界有大因緣，若天若龍若男若女若神若鬼，乃至六道罪苦眾生，聞汝名者，見汝形者，戀慕汝者，讚歎汝者，是諸眾生於無上道必不退轉，常生人天具受妙樂。」